# Orotina (cantão)
Orotina é um cantão da Costa Rica localizado na província de Alajuela. Sua capital é a cidade de Orotina.